# Panchina d’Oro
A A Panchina d'Oro (magyarul: Aranypad) egy éves díj, amelyet a Serie A-ban dolgozó olasz labdarúgóedzők közül az adott szezon legjobbjának adnak át. A Panchina d'Argento (magyarul: Ezüstpad) is átadásra kerül minden évben egy olyan edzőnek, aki az adott szezonban csapatával kiemelkedő teljesítményt ért el egy alacsonyabb osztályú bajnokságban. 2006-ban Marcello Lippi külön elismerésben részesült miután győzelemre vezette az olasz válogatottat az az évi világbajnokságon. Érdekesség, hogy a díj létrejöttekor az Olasz labdarúgó-szövetség díjazta a legjobb külföldi edzőket is, így fordulhatott elő az első években, hogy azt nem olasz szakember is megkaphatta.

## Díjazottak
| Szezon    | Aranypad             | Klub              | Ezüstpad                                                            | Klub                              |
| --------- | -------------------- | ----------------- | ------------------------------------------------------------------- | --------------------------------- |
| 1990–91   | Raymond Goethals     | Marseille         | Vujadin Boškov Ljupko Petrović Johan Cruijff                        | Sampdoria Crvena zvezda Barcelona |
| 1991–92   | Fabio Capello        | Milan             | Carlos Alberto Silva Raymond Goethals Howard Wilkinson Bobby Robson | Porto Marseille Leeds PSV         |
| 1992–93   | Nem volt díjazott    | Nem volt díjazott | Nem volt díjazott                                                   | Nem volt díjazott                 |
| 1993–94   | Fabio Capello        | Milan             | –                                                                   | –                                 |
| 1994–95   | Marcello Lippi       | Juventus          | Renzo Ulivieri                                                      | Bologna                           |
| 1995–96   | Marcello Lippi       | Juventus          | Osvaldo Jaconi                                                      | Castel di Sangro                  |
| 1996–97   | Alberto Zaccheroni   | Udinese           | Giuseppe Pillon                                                     | Treviso                           |
| 1997–98   | Luigi Simoni         | Internazionale    | Corrado Benedetti                                                   | Cesena                            |
| 1998–99   | Alberto Zaccheroni   | Milan             | Claudio Foscarini                                                   | Alzano Virescit                   |
| 1999–2000 | Alberto Cavasin      | Lecce             | Serse Cosmi                                                         | Arezzo                            |
| 2000–01   | Fabio Capello        | Roma              | Gianni De Biasi                                                     | Modena                            |
| 2001–02   | Luigi Delneri        | Chievo            | Ezio Rossi                                                          | Triestina                         |
| 2002–03   | Carlo Ancelotti      | Milan             | Elio Gustinetti                                                     | AlbinoLeffe                       |
| 2003–04   | Carlo Ancelotti      | Milan             | Mario Somma                                                         | Empoli                            |
| 2004–05   | Luciano Spalletti    | Udinese           | Domenico Di Carlo                                                   | Mantova                           |
| 2005–06   | Cesare Prandelli     | Fiorentina        | Antonio Soda                                                        | Spezia                            |
| 2006–07   | Cesare Prandelli     | Fiorentina        | Gian Piero Gasperini                                                | Genoa                             |
| 2007–08   | Roberto Mancini      | Internazionale    | Giuseppe Iachini                                                    | Chievo                            |
| 2008–09   | Massimiliano Allegri | Cagliari          | Antonio Conte                                                       | Bari                              |
| 2009–10   | José Mourinho        | Internazionale    | Pierpaolo Bisoli                                                    | Cesena                            |
| 2010–11   | Francesco Guidolin   | Udinese           | Attilio Tesser                                                      | Novara                            |
| 2011–12   | Antonio Conte        | Juventus          | Zdeněk Zeman                                                        | Pescara                           |
| 2012–13   | Antonio Conte        | Juventus          | Eusebio Di Francesco                                                | Sassuolo                          |
| 2013–14   | Antonio Conte        | Juventus          | Maurizio Sarri                                                      | Empoli                            |
| 2014–15   | Massimiliano Allegri | Juventus          | Roberto Stellone                                                    | Frosinone                         |
| 2015–16   | Maurizio Sarri       | Napoli            | Ivan Jurić                                                          | Crotone                           |
| 2016–17   | Massimiliano Allegri | Juventus          | Leonardo Semplici                                                   | SPAL                              |
| 2017–18   | Massimiliano Allegri | Juventus          | Aurelio Andreazzoli                                                 | Empoli                            |
| 2018–19   | Gian Piero Gasperini | Atalanta          | Fabio Liverani                                                      | Lecce                             |
| 2019–20   | Gian Piero Gasperini | Atalanta          | Filippo Inzaghi                                                     | Benevento                         |
| 2020–21   | Antonio Conte        | Internazionale    | Alessio Dionisi                                                     | Empoli                            |
| 2021–22   | Stefano Pioli        | AC Milan          | Fabio Pecchia                                                       | Cremonese                         |
| 2022–23   | Luciano Spalletti    | Napoli            | Fabio Grosso                                                        | Frosinone                         |
| 2023–24   | Simone Inzaghi       | Internazionale    | Fabio Pecchia                                                       | Parma                             |